# Франсиско Кордова
Франсиско Ернандес де Кордова (на испански: Francisco Hernández de Córdoba) е испански конкистадор и изследовател, известен с първата експедиция до мексиканското крайбрежие и откриването на полуостров Юкатан.

## Ранни години (1475 – 1516)
Роден е около 1475 година в Кабра, провинция Кордоба, Испания. През 1511 пристига в Куба, за да обучава войници наети от Диего Колон. Остава на острова и става един от най-богатите земевладелци.

## Експедиционна дейност (1517)
През 1517 испанските войници, участвали в завоюването на Куба, остават без работа и решават да се отправят на запад за търсене на нови земи, като образуват отряд и за негов ръководител избират Франсиско Кордова. Главната задача обаче на новосформираната експедиция се заключава в залавянето на роби за попълване на „изтощените ресурси“ на Куба откъм работна ръка. Сред войниците е и Бернал Диас дел Кастильо, автор на „Правдиви повести за завоюването на Нова Испания“. Те оборудват за своя сметка два големи кораба, наемат моряци и трима щурмани, в т.ч. Антон Аламинос. Третият кораб е даден от губернатора на Куба Диего Веласкес, който снабдява експедицията с провизии, а със свои средства войниците закупуват още свине и всякакви дреболии за обмен с индианците.
На 8 февруари 1517 корабите отплават от Хавана и четири дни плават покрай брега на Куба, а след това на запад в открито море без да знаят къде отиват. Връхлита ги буря, която трае две денонощия и корабите едва се спасяват. Когато бурята стихва, Аламинос променя курса, но чак в началото на март се показва земя – североизточния бряг на п-ов Юкатан, на който се вижда селище. На сутринта се появяват 10 пироги пълни с индианци и идващи към корабите с весла и платна. Няколко десетки индианци, облечени с памучни ризи и набедрени превръзки се качват на главния кораб. Моряците ги нагостяват с хляб и салам и на всеки дават стъклено мънисто. На другия ден пристигат 12 пироги. Техният вожд със знаци уверява Кордова в приятелство и го кани на брега, като повтаря думата „конекс каточе“, т.е. „елате в моя дом“. Испанците наричат местността нос Каточе. Кордова слиза с отряд на брега, където се е събрала огромна тълпа. Вождът кани чуждоземците по-навътре в селището и испанците продължават внимателно да напредват. Когато се приближават до залесените хълмове, вождът дава сигнал и из засада изкачат въоръжени воини. След като пускат стрелите си, индианците с копия в ръце се нахвърлят върху испанците. В боя са убити 15 индианци и също толкова моряци са ранени.
Испанците се връщат на корабите и продължават на запад, като се движат само денем и изминават няколкостотин километра покрай северния плосък бряг на Юкатан. След това брегът завива на юг и мореплавателите решават да спрат на брега, за да попълнят запасите си с прясна вода. На 20 март пускат котва на 19°52′ с. ш. 90°32′ з. д. / 19.866667° с. ш. 90.533333° з. д. (днес мексиканския град Кампече). Там испанците установяват „дружески“ отношения с местните индианци и за първи път се запознават с паметниците на културата на маите.
Корабите продължават на юг, плавайки покрай брега, но след две седмици отново се налага да се запасят с вода и акостират на брега до устието на малка река. Голям отряд начело с Кордова се качва на лодките и слиза на брега. Сутринта, докато наливат вода, са нападнати от индианците и след едночасово сражение загиват 50 испанци, пет души се удавят, а двама са пленени. Кордова получава 10 рани и заповядва изтегляне на хората на корабите. За управлението на трите кораба не остават хора и решават да запалят и изгорят единия кораб. В търсене на така необходимата им прясна вода след три дни достигат до лагуната Терминос (18°36′ с. ш. 91°33′ з. д. / 18.6° с. ш. 91.55° з. д.), от където брега започва да завива на запад и Кордова решава да се връщат в Куба. На обратния път корабите пресичат Мексиканския залив от юг на север, като за четири дни използвайки течението Гълфстрийм изминават 1200 км и в Хавана се завръщат едва 110 оцелели испанци. Десет дни след завръщането си Кордова умира от раните си.
Независимо от спохождащите ги нещастия, експедицията открива и изследва целия северен и западен бряг на п-ов Юкатан на протежение около 700 км и открива страната на народа маи, стоящ на много по-високо равнище по степен на култура от индианските племена известни до това време на испанците. Откритията направени от Кордова възбуждат златната треска сред испанците и особено у губернатора Диего Веласкес, който още на следващата година организира нова експедиция в това направление, възглавявана от Хуан Диас де Грихалва.